# Progomphus recticarinatus
Progomphus recticarinatus – gatunek ważki z rodziny gadziogłówkowatych (Gomphidae). Występuje na terenie Ameryki Południowej.